# Brent (Alabama)
Brent is een plaats (city) in de Amerikaanse staat Alabama, en valt bestuurlijk gezien onder Bibb County.

## Demografie
Bij de volkstelling in 2000 werd het aantal inwoners vastgesteld op 4024.
In 2006 is het aantal inwoners door het United States Census Bureau geschat op 4135, een stijging van 111 (2,8%).

## Geografie
Volgens het United States Census Bureau beslaat de plaats een oppervlakte van
22,6 km², geheel bestaande uit land.

## Plaatsen in de nabije omgeving
De onderstaande figuur toont de plaatsen in een straal van 32 km rond Brent.